# 納骨堂の悪魔
『納骨堂の悪魔』（のうこつどうのあくま）は、赤川次郎による日本の推理小説。悪魔シリーズの第7作で、本作はシリーズで初めて日本国外を舞台とした作品である。漫画雑誌『サスペリアミステリー』（秋田書店）にて2005年1月号から12月号まで連載された。

## あらすじ
前回、真由子が誘拐され命の危機にさらされたことのお詫びにと、週末と試験休みを利用し「短期語学研修」の名目で、弘野家の負担でドイツへ行くことになった由利子、香子、旭子、真由子の4人。
機内で知り合った〈AK物産〉社長の明石と食事していた4人だったが、明石がかかってきた電話に出るため中座したまま姿を消してしまう。明石の愛人説もあるマリア・バートリという女性から、明石に頼まれたと言われ、彼女が所有するバートリ城へ招待される。だが、そこは「バートリ家の呪い」がまことしやかに語られる曰く付きの城だった。

## 登場人物
矢吹 由利子（やぶき ゆりこ）
花園学園高校2年生。姉御肌な性格。
弘野 香子（ひろの きょうこ）
花園学園高校2年生。資産家令嬢。
桑田 旭子（くわた あきこ）
花園学園高校2年生。抜群の演技力を持つ。
矢吹 真由子（やぶき まゆこ）
由利子の妹。姉より背が高く姉より可愛い。
明石 幸男（あかし ゆきお）
〈AK物産〉社長。36歳。妻とは別居中。ドイツへ向かう機内で香子らと知り合う。
マルク
金髪の30歳くらいの男性。日本語が堪能で、弘野家がいつもガイドを頼んでいる。
三好（みよし）
〈AK物産〉ドイツ営業所勤務。
明石 しのぶ（あかし しのぶ）
明石の妻。三好と不倫関係にある。
マリア・バートリ
明石と不倫関係にあった女性。黒髪に黒い瞳。
久保 亮平（くぼ りょうへい）
ドイツのホテルの土産物店の売り子。ピアノの勉強のためドイツに滞在中。バートリ城でパーティーのBGM演奏のアルバイトをしたことがある。城内で友人が姿を消した、と香子らに話す。
ハンナ
久保の音楽学校の仲間で、同じく城で演奏のアルバイトをした。城内で姿を消したのは久保だ、と香子らに話す。
エディタ
城内の地下牢に閉じ込められていた金髪の女性。